# Krivi Del
Krivi Del es una población rural de la municipalidad de Crna Trava, en el distrito de Jablanica, Serbia.

## Demografía
Hasta 2011 la población era de 126 habitantes.